# أوك باي (كولومبيا البريطانية)
أوك باي (بالإنجليزية: Oak Bay)‏ هي مدينة كندية تقع في مقاطعة كولومبيا البريطانية. تبلغ مساحة هذه المدينة 10.3835 (كم²)، ويبلغ عدد سكانها 17908 نسمة حسب إحصاء سنة 2006 م، بينما كان يسكنها 17798 نسمة في سنة 2001 م. تحتل هذه المدينة المرتبة رقم 216 بين مدن كندا حسب عدد السكان والمرتبة رقم 34 في المقاطعة. نما عدد السكان في هذه المدينة بنسبة (0.6) بين العامين المذكورين.

## أعلام
- كلارنس باربر
- أندرو بيتر

## وصلات خارجية
- الأطلس الحكومي لكندا
- إحصاءات كندا مع ساعة تعداد السكان